# Poskocz obrączkowany
Poskocz obrączkowany (Eresus sandaliatus) – gatunek pająków z rodziny poskoczowatych. Zamieszkuje północną i środkowo-zachodnią część Europy.

## Taksonomia
Gatunek ten opisany został po raz pierwszy w 1778 roku przez Friedricha H.W. Mariniego i Johanna A.E. Goezego pod nazwą Aranea sandaliata. Jako lokalizację typową wskazano Ratyzbonę w Niemczech.

## Morfologia

### Samiec
Samce osiągają od 6 do 11 mm długości ciała i od 2,9 do 4,1 mm długości prosomy. Karapaks ma część głowową czarną z rozproszonymi szczecinkami białymi, lekko wyniesioną z niemal wypłaszczoną okolicą między oczami tylnych par. Część tułowiowa karapaksu jest natomiast brązowoczarna, przy brzegach lub na całej powierzchni porośnięta szczecinkami czerwonymi. Czarne szczękoczułki porastają krótkie, czarne szczecinki. Odnóża są czarne z obrączkami z białych szczecinek na końcach członów, a w przypadku par od drugiej do czwartej często ponadto białymi paskami podłużnymi na grzbietowej stronie rzepek, przy czym pasek na ostatniej parze wchodzi częściowo na goleń. W przeciwieństwie do podobnych gatunków na odnóżach pary trzeciej i czwartej brak jest wyraźnego udziału ubarwienia czerwonego, co najwyżej w nasadowych częściach grzbietowych powierzchni ud wyrastają nieliczne czerwone włoski.
Opistosoma (odwłok) ma wierzch jaskrawo czerwony z trzema parami czarnych plamek, przy czym para ostatnia często jest mniejsza i może ulegać całkowitemu zanikowi. Zwykle plamki i czerwone tło nie są obwiedzione białymi szczecinkami. Spód opistosomy jest czarny z czerwonymi szczecinkami ograniczonymi do wieczek płuc książkowych.
Nogogłaszczki mają niemal gładki, w widoku bocznym nieznacznie dłuższy niż szeroki konduktor o szerokiej w widoku brzusznym części nasadowej, wydłużonej części odsiebnej, dużej, głębokiej i U-kształtnej bruździe oraz silnie rozwiniętym, znacznie wyższym od lamelli i lekko ku bruździe zakrzywionym zębie terminalnym.

### Samica
Samice osiągają od 8 do 20 mm długości ciała i od 4,2 do 7,2 mm długości prosomy.
Karapaks jest czarny lub szary, porośnięty długimi szczecinkami czarnymi i rozproszonymi wśród nich krótkimi szczecinkami białymi, wokół oczu środkowych par ponadto ze szczecinkami jasnordzawymi; brak natomiast w części głowowej karapaksu szczecinek jaskrawo żółtych czy pomarańczowych. Odnóża są czarne, w przypadku grzbietowych powierzchni ud, rzepek, goleni i nadstopi par od pierwszej do trzeciej z rozproszonymi, a w odsiebnych częściach członów także zebranymi w kępki krótkimi szczecinkami jasnordzawej barwy.
Opistosoma jest fioletowoczarna, porośnięta długimi szczecinkami czarnymi, a czasem w przedniej części także rozproszonymi wśród nich krótkimi szczecinkami białymi.
Niemal prostokątna płytka płciowa ma przód niepodzielony, o praktycznie nierozwiniętej listewce podłużnej, a przednie odcinki szczelin odgięte ku bokom. Wulwa jest w przedniej części wąska, ma słabo zesklerotyzowane, okrągłe przewody kopulacyjne i sięgające na boki dalej od nich spermateki o słabo wyodrębnionych płatach.

## Rozprzestrzenienie i zagrożenie
Gatunek palearktyczny, europejski, najdalej na północ sięgający przedstawiciel poskoczowatych na starym kontynencie. Znany jest z Wielkiej Brytanii (z południowej Anglii), północnej Francji, Belgii, Holandii, Niemiec, Czech, Austrii, Włoch, Danii, południowej Szwecji i Łotwy. Prawdopodobne jest również jego występowanie w Polsce. E. sandaliatus wykazywany był również z Turcji i Pirenejów, jednak współcześnie uważa się, że rekordy te dotyczą innych gatunków.
Na szwedzkiej Czerwonej liście gatunek ten umieszczony jest jako narażony na wymarcie (VU). Na francuskiej Czerwonej liście ma status bliskiego zagrożenia wyginięciem (NT). Na niemieckiej Czerwonej liście wymieniony jest jako silnie zagrożony wymarciem. W Anglii przez ponad 70 lat uważany był za wymarłego. W 1980 roku odkryto pojedynczą, niezbyt liczną populację. Dzięki programowi ochrony i introdukcji na dogodne siedliska, współcześnie istnieje tam 19 populacji z około tysiącem osobników.

## Biologia i ekologia
Pająk ten preferuje ciepłe, otwarte stanowiska o skalistym, kamienistym lub piaszczystym podłożu. Na północy zasięgu zasiedla suche wrzosowiska i piaszczyste zbocza z udziałem śmiałka pogiętego. W środkowej części zasięgu występuje na suchych i ciepłych stanowiskach trawiastych, zwłaszcza na murawach kserotermicznych z syntaksonów Koelerio-Phleion phleoidis, Festucion pallentis i Festucion valesiacae. W ciepłych rejonach południowej części Alp dochodzi do rzędnych około 2000 m n.p.m.
Norka wykopywana przez tego poskocza wyściełana jest oprzędem mieszkalnym, który u wylotu zagina się ku ziemi i rozszerza lejkowato, przechodząc w dywanowatą sieć łowną. Norki często wykopywane są przy kępkach mchów, traw lub naziemnych porostów. Często też kilka norek umiejscowionych jest blisko siebie. Ofiarami padają głównie epigeiczne chrząszcze zaplątujące się w sieci łowne.
Poskocze obrączkowane osiągają dorosłość w sierpniu lub wrześniu i zimują. Okres rozrodczy trwa od kwietnia do czerwca. Składanie kokonów jajowych ma miejsce latem, w środkowej części zasięgu zwykle w czerwcu. W kokonie znajduje się od 35 do 80 jaj. Wewnętrzna jego część wyściełana jest jedwabistą przędzą, a zewnętrzna jest mocniejsza i żółtawo zabarwiona. W dzień samica trzyma kokon w szczękoczułkach u wylotu norki, ogrzewając go w promieniach słońca, na noc zaś znosi go na dno schronienia. Występuje matryfagia. Samica karmi młode zwracając pokarm i własne tkanki, a wkrótce umiera i jej ciało również jest zjadane przez wylęg.

## Znaczenie medyczne
Ukąszenie przez wyrośniętą samicę w palec powodować może ból rozchodzący się do pachy, objawy grypopodobne i podwyższone tętno. Objawy te ustępują częściowo po godzinie, a zanikają po dwóch godzinach, aczkolwiek ból głowy utrzymywać może się przez dobę po ukąszeniu, a nadwrażliwość palca na bodźce przez kilka dni.